# سرخه (مرند)
سرخه یکی از روستاهای استان آذربایجان شرقی است که در بخش کشکسرای شهرستان مرند واقع شده‌است.